# كوماموناسية مؤكسدة الكبريت
كوماموناسية مؤكسدة الكبريت (الاسم العلمي: Comamonas thiooxydans) هي نوع من البكتيريا، سلبية الغرام، تتبع جنس الكوماموناسية.